# CraveOnline
CraveOnline Media, LLC é um site de estilo de vida masculino sediado em Los Angeles com escritórios de vendas em Nova Iorque, Chicago e São Francisco. O site é propriedade da empresa de mídia Evolve Media, LLC. CraveOnline.com foi lançado no final de 2004 pela empresa de mídia online AtomicOnline, a divisão editorial da Evolve Media, LLC. Atualmente CraveOnline.com produz mais de 500 conteúdos originais por mês em todas as categorias que possui, incluindo notícias de entretenimento, guias de filmes e jogos, vídeos de entretenimento. Ele também mantém uma rede de sites centrais masculinos (ComingSoon.net, Spiked Humor, Sherdog, ActionTrip, WrestleZone, Hockey's Future, HoopsVibe, DrinksMixer e outros) adquiridos pela Atomic Online.